# یواس‌ان‌اس میشن سن لوئیس اوبیسپو (تی-ای‌او-۱۲۷)
یواس‌ان‌اس میشن سن لوئیس اوبیسپو (تی-ای‌او-۱۲۷) (به انگلیسی: USNS Mission San Luis Obispo (T-AO-127)) یک کشتی بود که طول آن ۵۲۴ فوت (۱۶۰ متر) بود. این کشتی در سال ۱۹۴۴ ساخته شد.